# Triengen
Triengen es una comuna suiza del cantón de Lucerna, situada en el distrito de Sursee. Limita al norte con las comunas de Reitnau (AG) y Moosleerau (AG), al noreste con Schmiedrued (AG), al este con Schlierbach, al sureste con Büron, al sur con Knutwil, y al oeste con Dagmersellen y Reiden.